# 蓋于拉
蓋于拉（挪威語：Gaular）是挪威已不存在的市镇，存在於1838年至2020年間，属于原松恩-菲尤拉讷郡。其行政中心为桑德村。市镇面积为582平方公里，人口数量为3,027人（2019年），人口密度为每平方公里5.7人。